# Terex 33-19 Titan
Terex 33-19 "Titan" je bil prototip velikega dumper tovornjaka. Zasnovalo ga je ameriško podjetje Terex (divizja podjetja General Motors). Imel je tri osi in dizel-električni pogon. Prazna teža je bil 231 ton, kapaciteta tovora je bila 320 ton, skupna teža pa 548,48 ton. Okrog 25 let je bil največji tovornjak na svetu.
Poganjal ga je dizelski V-16 motor EMD 16-645E4 z delovno prostornino 169,4 L in močjo 3300 KM. Dizelski motor je poganjal električni generator na izmenični tok (alternator), izmenični tok se je potem v usmerniku pretvoril v enosmernega za pogon štirih trakcijskih motorjev General Motors model D79CF.
Kapaciteta goriva je bil 3632 litrov, olja pa 1262 litrov. Imel je deset koles 40.00x57.